# キューバクイナ
キューバクイナ（玖瑪水鶏、Cyanolimnas cerverai）は、ツル目クイナ科キューバクイナ属に分類される鳥類。本種のみでキューバクイナ属を構成する。

## 分布
キューバ（サパタ湿原）固有種

## 形態
全長29センチメートル。尾羽は短い。上面の羽衣は緑褐色や暗黄褐色。額から下面にかけての羽衣は灰色。喉や尾羽基部の下面を被う羽毛（下尾筒）は白く、腹部や腿の羽衣は暗灰色で先端が白いため横縞に見える。翼は短い。雨覆の色彩は暗黄褐色。
嘴は黄緑色で、基部は赤い。後肢は赤い。

## 生態
イネ科の植物からなる湿原に生息する。ほとんど飛翔することはできない。
繁殖形態は卵生。水面から60センチメートル離れた場所に巣を作り、3個の卵を産んだ例がある。

## 人間との関係
乾季の野焼きによる生息地の破壊、人為的に移入されたマングースやドブネズミによる捕食などにより生息数は激減している。